# HD 184573
HD 184573，又名BD-07 4998，SAO 143564、HR 7432，是一颗恒星，视星等为6.34，位于銀經31.22，銀緯-13.17，其B1900.0坐标为赤經19h 30m 5.9s，赤緯-7° -13.17′ 43″。